# Fluffy Tales
Fluffy Tales ist ein deutscher Kurzfilm unter der Regie von Alison Kuhn aus dem Jahr 2022. Das Werk wird aus der Perspektive eines weiblichen Models im Setting eines Werbeshootings erzählt und zeigt nach Aussage der Regisseurin Macht, Grenzüberschreitung und das Frauenbild in der Werbung.
Seine Uraufführung feierte der Film am 17. Januar 2022 auf dem Filmfestival Max Ophüls Preis 2022 in Saarbrücken.

## Handlung
Im Zentrum des satirischen Filmdramas steht Ella, die seit kurzem als Model arbeitet. Sie wird für die Werbekampagne eines neuen Hundefutters gebucht. Sporadisch auftretende, laute Baugeräusche von nebenan erschweren das Fotoshooting. Auch verweigert der Hund jede Kooperation. Daraufhin überreden Fotograf Georg und seine Mitarbeiterin Ella dazu, den Part des Tieres zu übernehmen. Das Model stimmt zu und muss sich ihrer Bluse entledigen. Oben ohne posiert und agiert sie vor der Kamera als Hund und folgt bereitwillig den Anweisungen von Georg und seiner Mitarbeiterin. Als Ella dazu genötigt wird, kniend das Hundefutter aus dem Napf zu essen, bricht sie die Dreharbeiten nach anfänglicher Kooperation angeekelt ab. Aus Protest bellt sie Georg und seine Mitarbeiterin an und uriniert auf eine teure Récamière, die als Requisite im Hintergrund aufgestellt war. Georg ist irritiert und gleichzeitig verärgert über Ellas „unprofessionelles“ Verhalten. Während sie noch immer auf dem Möbelstück steht, lässt Georg kurzerhand das nächste Model in den Raum führen. Kandidatin Jessica entledigt sich bereitwillig der Bluse und isst das Hundefutter aus dem Napf.

## Hintergrund
Regie führte Alison Kuhn, von der auch das Drehbuch stammt. Sie studiert seit 2018 an der Filmuniversität Babelsberg Konrad Wolf Regie, Fluffy Tales ist ihr Zweitjahresfilm.
Die Kameraführung lag in den Händen von Antonia Pepita Giesler, Editorin war Eva Geib. Bei der Produktion war die Filmuniversität Babelsberg Konrad Wolf federführend. In wichtigen Rollen sind Alexandra Sagurna (Ella) und Hyun Wanner (Georg) zu sehen. Der Arbeitstitel lautete Happy Tails.
Der Film wurde für die Goldene Lola beim Deutschen Kurzfilmpreis 2021 nominiert. Seine Uraufführung feierte er am 17. Januar 2022 auf dem Filmfestival Max Ophüls Preis 2022 in Saarbrücken.
Nach eigenen Angaben wurde die Regisseurin zu Fluffy Tales auch durch ihren vorausgehenden Dokumentarfilm The Case You inspiriert, in dem es um Machtmissbrauch in der Filmbranche geht.

## Auszeichnungen und Nominierungen
- 2021: Deutscher Kurzfilmpreis 2021: Spielfilm 10 bis 30 Minuten (nominiert)[8]
- 2022: Max Ophüls Preis: Bester Kurzfilm (Dotierung: 5000 EURO) (nominiert)[9]
- 2022: Max Ophüls Preis: Publikumspreis Bester Kurzfilm (Dotierung: 5000 Euro) (nominiert)[9]